# John Boardman
John Boardman, född 20 augusti 1927 i Redbridge i London, död 23 maj 2024, var en klassisk konsthistoriker och arkeolog, "Storbritanniens mest framstående historiker rörande antik grekisk konst."

## Biografi
Boardman utbildade sig på Magdalene College i Cambridge, där han från 1945 ägnade sig åt klassiska studier. Efter två års värnplikt i Intelligence Corps (den brittiska underrättelsekåren) tillbringade han tre år i Grekland, från 1952 till 1955, som biträdande rektor på British School at Athens.
Vid sin återkomst till England blev Boardman biträdande intendent på Ashmolean Museum i Oxford, och påbörjade således sin livslånga anknytning till museet. 1959 blev han docent i klassisk arkeologi på Oxfords universitet, och 1963 blev han forskardocent på Merton College i Oxford. Han stannade på Merton tills han utnämndes till professor i klassisk konst och arkeologi på Lincoln College 1978. Han adlades 1989 och pensionerades 1994, och är numera professor emeritus. 
Boardman är medlem av British Academy, och tilldelades dess Kenyonmedalj för klassiska studier 1995. Han fick även Onassis-priset i humaniora 2009. Han är dessutom hedersledamot av Magdalene College i Cambridge samt av Merton och Lincoln College i Oxford, och har fått en rad andra akademiska hedersbetygelser.
Boardman har genomfört utgrävningar vid flera arkeologiska platser, såsom Smyrna, Kreta, Chios och Tokra i Libyen. Hans digra utgivning fokuserar framför allt på konst och arkitektur i antikens Grekland, och i synnerhet på skulptur, gemmer och vasmålning.